# 金燕光
金燕光（？年—），男，中华人民共和国外交官，现任中华人民共和国驻清津总领事。

## 生平
金燕光毕业于金日成综合大学，1991年进入中华人民共和国外交部工作，曾任驻韩国大使馆政务参赞。2009年，任驻釜山总领事馆副总领事。2014年，挂职中国国际贸易促进委员会吉林省委员会（吉林省博览事务局）副主任（副局长）。2016年，任外交部亚洲司参赞。2017年，任驻韩国大使馆公使衔参赞、首席馆员。2021年，回国任外交部边界与海洋事务司公使衔参赞。2024年10月，出任中华人民共和国驻清津总领事。